# Letteratura giapponese
La letteratura giapponese nasce e si sviluppa nel corso di più di mille anni di scrittura, a partire circa dall'VIII secolo.
Al principio era forte l'influenza della Cina per la vicinanza geografica e dell'India attraverso la diffusione del Buddismo in Giappone. Successivamente la letteratura giapponese seguirà una propria strada, nonostante l'influenza della Cina sia rimasta forte fino all'epoca Edo. Dal XIX secolo con l'apertura verso Occidente (commercialmente e culturalmente) sarà soprattutto la letteratura europea ad influire sugli scrittori giapponesi che daranno comunque vita ad una cultura letteraria in costante confronto fra tradizione e innovazione.

## L'arrivo della scrittura e i primi testi
Prima dell'avvento dei kanji in Giappone non esisteva un sistema di scrittura autoctono e ricostruire il tipo di lingua parlata all'epoca, o quali storie e canzoni circolassero, è pressoché impossibile. Durante il periodo Kamakura emerse una teoria secondo la quale i caratteri fonetici kana si sarebbero originati da presunti caratteri risalenti ad un'epoca precedente all'arrivo della scrittura ideografica, chiamati Jindai moji (神代文字?, caratteri dell'era degli Dei, detti anche kamiyo moji). La veridicità storica di questa teoria è stata però smentita dagli studiosi.
La nascita di relazioni diplomatiche e commerciali stabili con la Cina tra il III e il V sec. d.C. permise al Giappone di entrare in contatto con la cultura cinese, della quale riconoscendo la superiorità, iniziò a far propri molti elementi, compreso il sistema di scrittura. Inizialmente la Corea funse da tramite, sia perché geograficamente vicina a entrambi i Paesi, sia perché aveva già avviato il processo di sinizzazione della propria lingua, per molti aspetti simile a quella nipponica. In seguito il Giappone però abbandonò la mediazione coreana e iniziò a rivolgersi direttamente alla fonte.
Secondo quanto scritto nel Nihongi, fu uno studioso coreano di nome Wani (王仁?) a portare in Giappone la conoscenza degli ideogrammi, che inizialmente vennero usati solo come ornamenti e decorazioni di spade e specchi. I primi reperti in cui i kanji vennero utilizzati invece come mezzo di scrittura vero e proprio sono le iscrizioni in pietra e metallo, dette Kinsekibun (金石文?), molto brevi. Uno dei kinsekibun più rilevanti è l'iscrizione su una spada di ferro del VI sec. rinvenuta nel 1968 presso la tomba (kofun) di Inariyama (稲荷山?), nella prefettura di Saitama, composta da 115 caratteri. Un'altra iscrizione è quella presente sulla spada trovata nel 1873 nella tomba di Eta Funayama (江田船山?), prefettura di Kumamoto, composta da 75 caratteri, molti dei quali però ormai illeggibili.
Durante il VII sec. apparvero i primi testi su listelli di legno chiamati Mokkan (木簡?): si trattava di comunicazioni brevi, registrazioni o indicazioni di tasse.
Solo a partire dal periodo Nara si può cominciare a parlare di letteratura vera e propria.

## Periodo Asuka (o Yamato) (tardo VI secolo-710)

### Autori
- Shōtoku Taishi 聖徳太子

#### Opere
- Jūshichijō no kenpō (十七条憲法 Costituzione in diciassette articoli) (604)

## Periodo Nara (710–794)

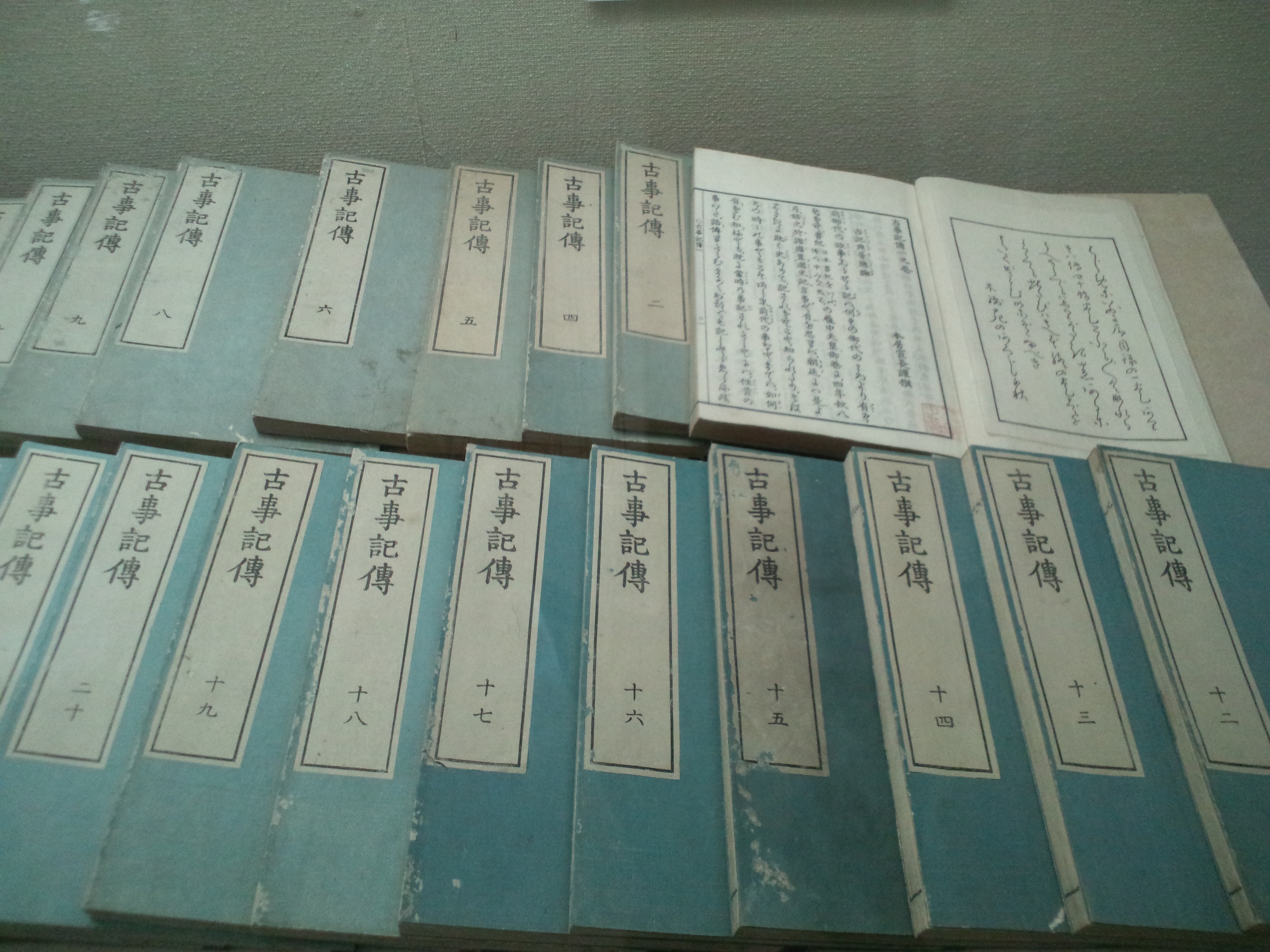
Il Kojiki-den di Motoori Norinaga

È a quest'epoca infatti che risalgono i primi testi letterari propriamente detti del Giappone, i più importanti dei quali sono il Kojiki, il Nihongi e l'antologia poetica Man'yōshū.
Presentato all'Imperatrice Genmei nel 712, il Kojiki fu compilato da Ō no Yasumaro, basandosi sul corpus di storie e genealogie memorizzato dal cortigiano Hieda no Are (稗田阿礼? Are degli Hieda) per volere dell'Imperatore Tenmu. Si compone di tre maki (巻? rotolo, volume), in cui vengono narrate le origini dell'arcipelago giapponese e le vicissitudini di numerose figure mitologiche e storiche coprendo un arco temporale dall'età degli dei fino al regno dell'Imperatrice Suiko. Nelle parole del suo compilatore lo scopo del testo era "rivedere gli annali dinastici e controllare le storie antiche per eliminare gli errori e stabilire la verità da trasmettere ai posteri". Si trattava perciò di un'opera con finalità politiche, grazie a cui lo uji (氏? dinastia) imperiale, Yamato (大和?), legittimava la propria supremazia e il diritto a regnare, facendo risalire la propria ascendenza alla divinità più importante del pantheon shintoista, Amaterasu Ōmikami. La particolarità di quest'opera sta nel modo in cui vi vennero utilizzati i kanji, in tre soluzioni distinte: l'introduzione è scritta in cinese classico puro (純漢文?, Jun kanbun), il testo narrativo è in una forma ibrida con caratteri utilizzati talvolta per il loro significato e talvolta per il loro suono, le poesie sono invece scritte in man'yōgana.

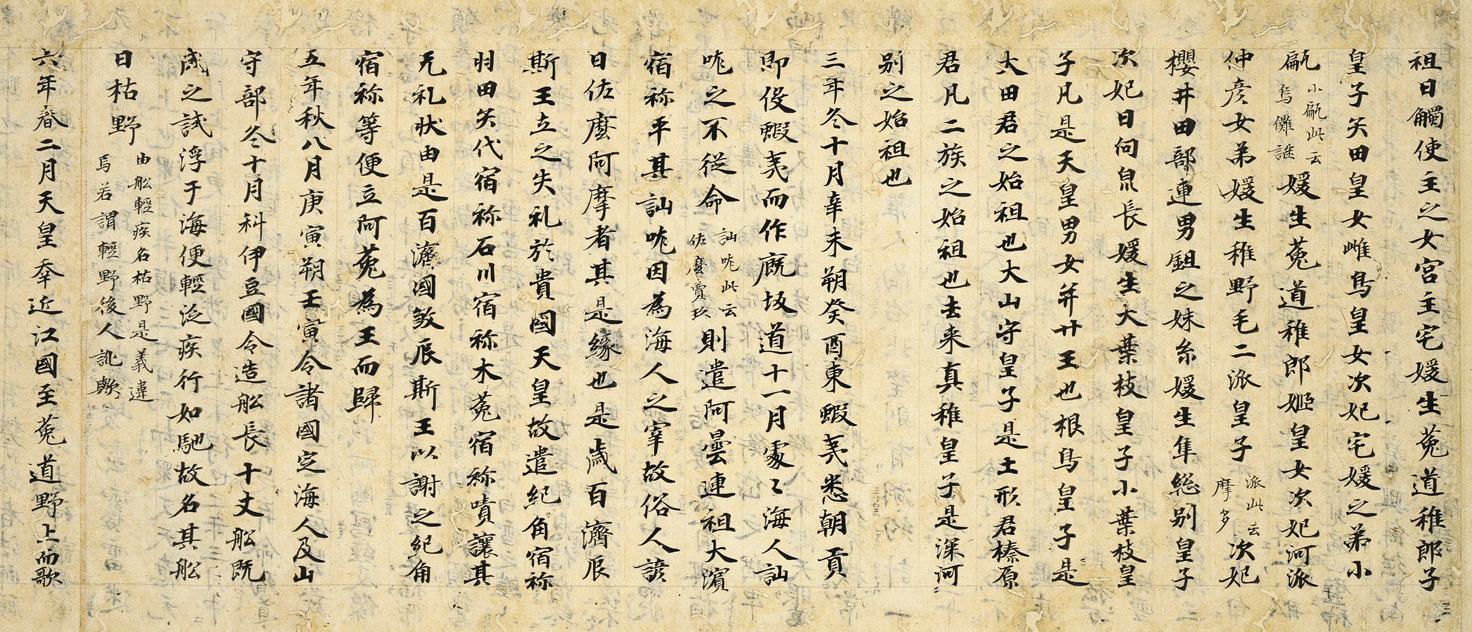
Il Nihongi

Il Nihongi, o Nihon shoki (日本書紀? Annali del Giappone), completato nel 720, è anch'esso una cronaca della storia del Paese a partire dalle sue origini mitiche fino al regno dell'Imperatrice Jitō, ma a differenza del Kojiki è scritto interamente in cinese classico, con soltanto le poesie in man'yōgana, e ha uno stile che richiama maggiormente quello delle cronache cinesi. Inoltre, se il Kojiki riporta soltanto una versione di ciascun fatto narrato, nel Nihongi talvolta appaiono più versioni di una stessa vicenda. È il primo di sei storiografie note come Rikkokushi (六国史? Sei storie nazionali), e si compone di trenta maki.

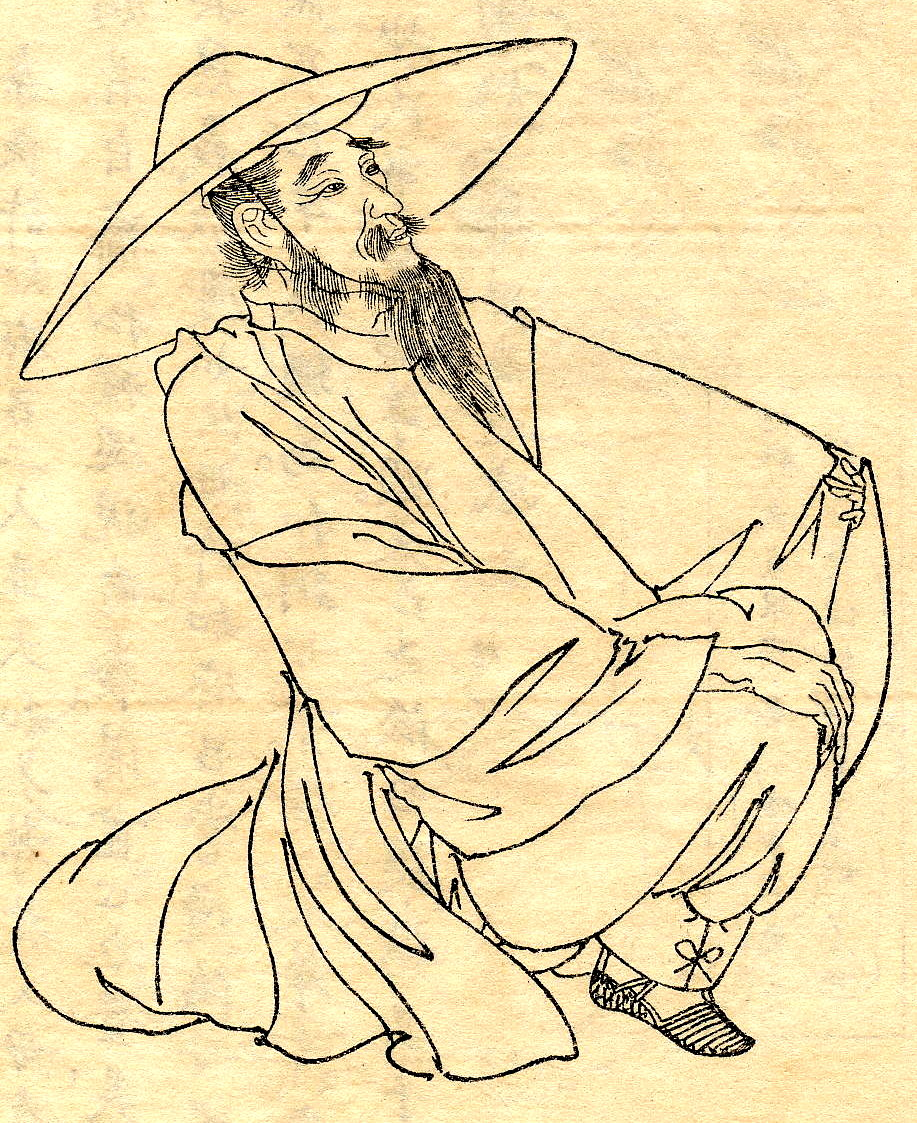
Hitomaro secondo Kikuchi Yosai

Il Man'yōshū (万葉集? Raccolta di diecimila foglie) è la più antica antologia poetica giapponese, compilata attorno alla metà dell'VIII secolo. Suddivisa in venti maki, contiene 4516 componimenti, di cui circa 4200 sono tanka (poesie brevi di 31 sillabe, scandite in 5-7-5-7-7), 265 sono chōka (poesie lunghe, alternano strofe da 5 e 7 sillabe e una coppia 7-7 finale, ma non hanno lunghezza fissa) e 62 sono sedōka (poesie in sei strofe, scandite in 5-7-7-5-7-7). I generi poetici che vi appaiono sono numerosi: sōmonka (相聞歌? poesie d'amore), banka (挽歌? elegie funebri), azuma uta (挽歌? poesie dei paesi orientali), sakimori no uta (防人歌? poesie dei soldati), zōka (雑歌? poesie miscellanee). Tra i poeti di maggior rilievo dell'opera, vi sono Ōtomo no Yakamochi, Kakinomoto no Hitomaro, Nukata no Ōkimi.
Altri testi che risalgono a questo periodo sono il Kaifūsō, un'antologia di poesie cinesi compilata nel 751 che raccoglie 120 componimenti di 64 autori diversi, e i Fudoki (風土記? Note sul territorio e sul clima), testi con descrizioni topografiche delle varie province del Paese, commissionati dall'Imperatrice Genmei a partire dal 713 e di cui è giunto integro fino a noi soltanto quello relativo alla provincia di Izumo, lo Izumo no kuni fudoki (出雲国風土記?).

### Opere
- Kojiki (古事記 Racconto di antichi eventi) (712)
- Nihonshoki, o Nihongi 日本書紀 (720)
- Kaifūsō (懐風藻 Raccolta in onore di antichi poeti) (751)
- Man'yōshū (万葉集 Raccolta di diecimila foglie) (seconda metà del VI
- Izumo fudoki
- Harima fudoki
- Hitachi fudoki

## Periodo Heian (794–1185)
Il periodo Heian vide il fiorire della letteratura di Corte: ad aver accesso alla cultura e ai testi erano soltanto i nobili dell'aristocrazia e i monaci, che erano contemporaneamente produttori e fruitori delle opere letterarie, da cui rimasero escluse le classi inferiori.
La letteratura in lingua cinese continuò ad essere prodotta: tra gli esempi, vi è il Nihon Ryōiki, una raccolta di setsuwa (説話? racconti orali) buddhisti compilata tra il 787 e l'824, con intenti didattico-religiosi.
Con l'interruzione delle ambascerie giapponesi alla corte dei Tang nell'894, e quindi dei contatti tra i due Paesi, si assistette tuttavia ad un graduale affrancamento dalle influenze cinesi e all'introduzione di forme letterarie vernacolari, grazie soprattutto alla nascita dei caratteri fonetici kana attorno al X secolo. I nuovi sillabari, lo hiragana e il katakana, favorirono lo sviluppo dello stile wabun (和文? testo in giapponese), utilizzato soprattutto in testi privati, contrapposto al kanbun (漢文? testo in cinese), che continuava ad essere utilizzato nei documenti ufficiali. Il katakana, di forma regolare e squadrata, fu ideato da monaci e studiosi per facilitare il Kanbun kundoku (漢文訓読?), ossia la lettura alla giapponese (kun) dei testi cinesi. Serviva soprattutto per inserire annotazioni utili a capire come leggere e integrare i kanji con gli elementi della lingua giapponese assenti dal cinese. Lo hiragana, di forma corsiva e curva, era nato come semplificazione e stilizzazione dei man'yōgana, e venne largamente impiegato dalle donne, a cui erano di norma preclusi lo studio e l'uso del cinese classico, riservato agli uomini. Per questo motivo era detto anche onnade (女手? "mano femminile").

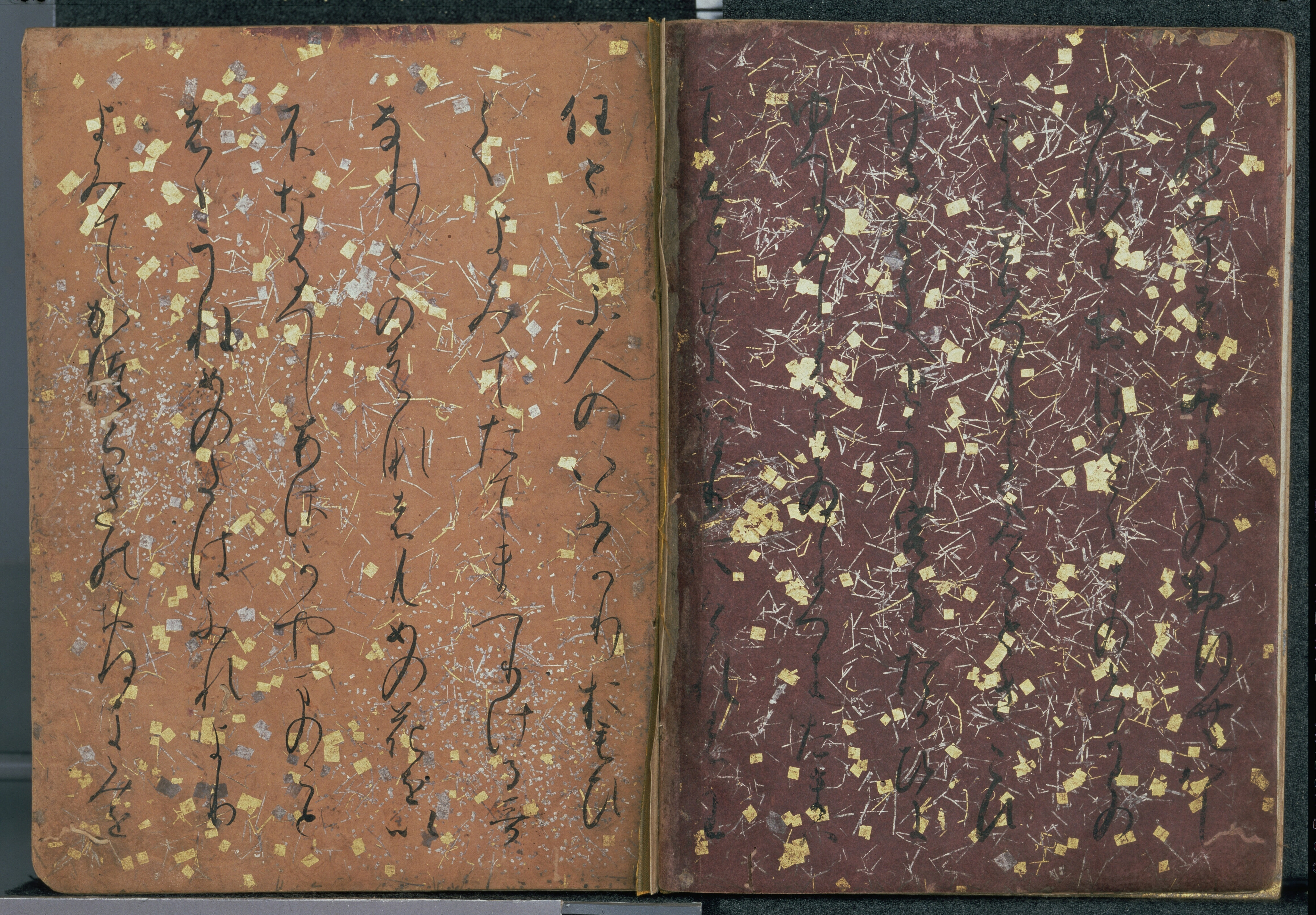
Il Kokin Wakashū, raccolta di poesie Waka

Uno dei generi in cui venne adottato lo hiragana fu la poesia waka, termine che fino al periodo Nara indicava genericamente la "poesia giapponese" per distinguerla da quella cinese, detta kanshi (漢詩?), ma che a partire da quest'epoca, a causa del declino degli altri generi poetici, divenne sinonimo di tanka. È caratterizzata da uno stile retorico e codificato, con regole molto rigide sull'utilizzo dei termini e delle immagini. Il primo trattato di regole poetiche fu scritto nel 772 da Fujiwara no Hamanari (藤原浜成? , 724-790), il Kakyō Hyōshiki (歌経標式? , noto anche come Uta no shiki 歌式).

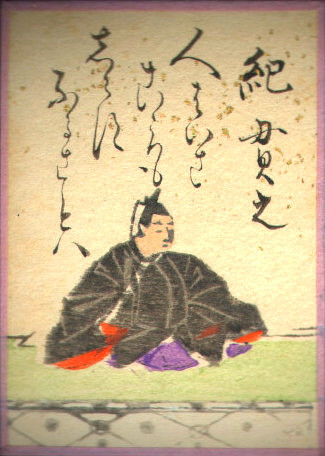
Ki no Tsurayuki

Una poesia molto particolare scritta in questi anni è anche Iroha, famosa per essere allo stesso tempo un pangramma e un isogramma in quanto contiene tutti i caratteri dell'alfabeto sillabico giapponese senza mai ripeterli (e oggigiorno è utilizzata per insegnare l'ordine delle sillabe).
Il waka divenne rapidamente lo strumento comunicativo prediletto dagli aristocratici, utilizzato sia privatamente, come mezzo per allacciare rapporti con l'altro sesso (uomini e donne vivevano separati gli uni dagli altri a Corte), sia pubblicamente, in celebrazioni formali o eventi sociali come i banchetti. Nacquero le uta awase (歌合せ?), gare di poesia in cui gli aristocratici sfoggiavano la loro abilità nell'arte poetica, e molti dei componimenti creati in queste occasioni confluirono in antologie imperiali. La prima tra queste antologie fu il Kokin Wakashū (905), commissionato dall'Imperatore Daigo e il cui curatore della prefazione in giapponese (仮名序?, kanajo) fu il poeta Ki no Tsurayuki, a cui si deve anche la paternità del Tosa nikki (土佐日記? diario di Tosa), uno dei primi esempi di letteratura diaristica. Il Kanajo è importante perché Ki no Tsurayuki vi celebra la superiorità della poesia giapponese rispetto a quella cinese:
(Kanajo di Ki no Tsurayuki, in Ikuko Sagiyama (a cura di), Kokin waka shū. Raccolta di poesie giapponesi antiche e moderne.)
La poesia waka ha originato diversi generi letterari, svolgendovi all'interno un ruolo importante: i diari di viaggio, genere cui il Tosa nikki appartiene; i nikki (日記?), diari privati di donne come il Sarashina nikki (更級日記 ? diario della dama di Sarashina), l'Izumi Shikibu, il Murasaki Shikibu nikki (紫式部日記? diario di Murasaki Shikibu) o il Kagerō nikki (蜻蛉日記? diario di un'effimera); i racconti poetici, detti uta monogatari (歌物語?), come l'Ise monogatari (伊勢物語? Racconti di Ise), costituito da 125 dan (段? passo). Il waka inoltre appare anche nella letteratura di prosa, i monogatari.
Il Taketori monogatari (909) è il capostipite del genere ed è considerato uno tsukuri monogatari (作物語? racconto inventato), ossia un racconto di prosa con numerosi elementi fantastici cui si affianca una descrizione realistica del contesto degli avvenimenti. La narrazione si apre con la formula Ima wa mukashi (今は昔? C'era una volta) e ha una struttura che richiama quella tipica delle fiabe, con episodi consequenziali collegati tra loro. Non si limita a raccontare una storia ma trasmette anche valori estetici e morali, e l'utilizzo dei kana vi permette una maggior introspezione psicologica dei personaggi.

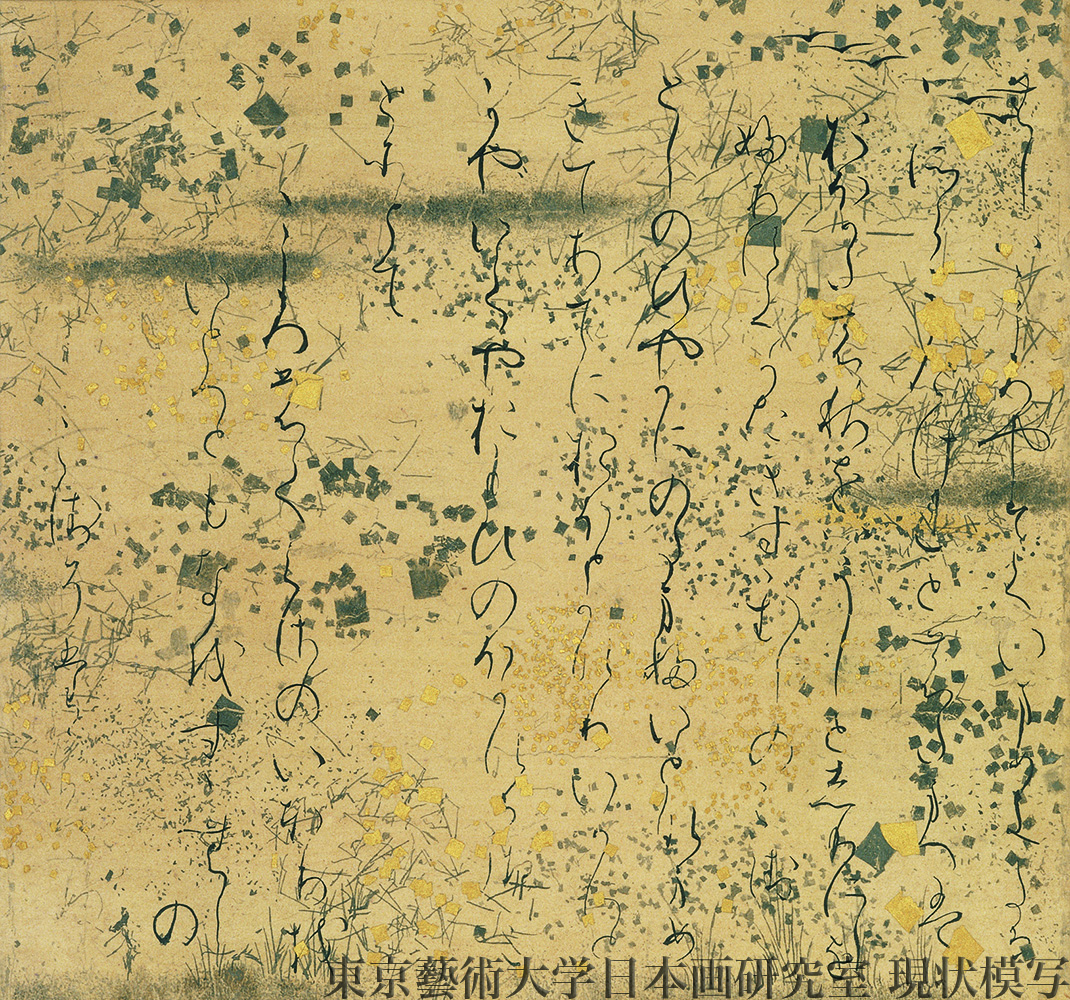
Il Genji Monogatari

I monogatari successivi si differenziano da esso per un maggior realismo: è il caso dello Utsuho monogatari (宇津保物語? Racconti di un albero cavo, metà X sec.), dello Heichū monogatari (平中物語? Storia di Heichū, 960-965), dell'Ochikubo monogatari (落窪物? Storia di Ochikubo, fine X sec.) e Sumiyoshi monogatari (住吉物語? La principessa di Sumiyoshi, X sec.). Questi ultimi due appartengono al genere mamako mono (継子もの? racconti di figliastre): storie di fanciulle vessate dalle matrigne, che grazie ad aiutanti o mezzi soprannaturali riescono a sfuggire ai soprusi e raggiungere la felicità.
L'opera più significativa del periodo è però il Genji Monogatari, ultimato nel 1008 dalla dama Murasaki Shikibu, appartenente al seguito dell'Imperatrice Shōshi. È costituito da 54 capitoli, suddivisibili in 3 sezioni tematiche: Dall'1 al 33 narrano l'ascesa, gli amori, gli intrighi, la caduta e il riscatto del protagonista, il principe Hikaru Genji (光源氏? Genji lo Splendente); dal 34 al 41 narrano il successo di Genji, ormai all'apice del potere politico e sociale, che gradualmente diventa maggiormente contemplativo e introspettivo; dal 42 al 54 invece vengono narrate le vicende degli eredi di Genji, Kaoru (薫?) e Niou (匂?). Nel raccontare le vicende del Principe Splendente, l'autrice rappresenta nel dettaglio la vita e la cultura di Corte.
Un altro testo molto importante è il Makura no Sōshi, una raccolta di aneddoti, elenchi e descrizioni del mondo della Corte imperiale che viene classificato come zuihitsu (随筆? ,lett. "lasciar scorrere il pennello"), miscellanea. Fu scritto da Sei Shōnagon, dama al servizio dell'Imperatrice Teishi, rivale di Shōshi, attorno all'anno 1000.
Sul versante poetico, dopo il Kokin Wakashū seguirono numerose altre antologie imperiali di poesie giapponesi, come il Gosen Wakashū (後撰和歌集?) nel 951, lo Shūi Wakashū (拾遺和歌集?) nel 1005, il Goshūi Wakashū (後拾遺和歌集?) nel 1086. La raccolta Wakan Rōeishū (和漢朗詠集? , Collezione di poesie cinesi e giapponesi da cantare) venne compilata da Fujiwara no Kintō (藤原公任?) tra il 1017 e il 1021 ed è particolare perché contiene 803 poesie di tre diversi generi: poesie cinesi, kanshi e waka. È costituita da due volumi divisi in quattro blocchi, uno per ciascuna stagione, al loro interno ulteriormente suddivisi in altri temi stagionali.
Al 1120 risale il Konjaku Monogatarishū, una raccolta di oltre mille setsuwa ripartiti in 31 volumi (di cui però sono andati perduti il volume 8, 18 e 21) suddivisibili in tre blocchi: storie sull'India (Tenjiku 天竺), storie sulla Cina (Shintan 震旦) e storie sul Giappone (Honchō 本朝). Tutte le storie cominciano con la frase Ima wa mukashi e hanno tematiche estremamente variegate, dalle storie di miracoli ai racconti sul Buddhismo in Cina e India a quelli di vita secolare.

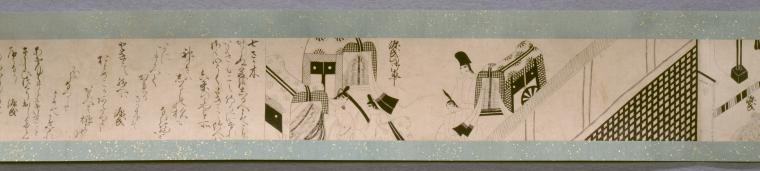
Parte del Genji Monogatari Emaki.

### Autori
- Ono no Komachi 小野小町
- Ariwara no Narihira 在原業平
- Ki no Tsurayuki 紀貫之
- Murasaki Shikibu 紫式部
- Izumi Shikibu 和泉式部
- Sei Shōnagon 清少納言

#### Opere
- Nihonryōiki (日本霊異記 Resoconto di eventi straordinari avvenuti in Giappone) (823)
- Ise monogatari (伊勢物語 Racconti di Ise)
- Taketori monogatari (竹取物語 Storia di un tagliabambù) (909 ca)
- Kokinwakashū, noto anche come Kokinshū (古今和歌集 Raccolta di poesie giapponesi antiche e moderne) (920 ca)
- Tosa nikki 土佐日記 (935)
- Yamato monogatari (951 ca)
- Heichū monogatari (平中物語 Storie di Heichū) (960-65)
- Kagerō nikki (蜻蛉日記 Diario di un'effimera) (974 ca)
- Chiteiki (池亭記 Cronaca della mia residenza sul lago) (982)
- Utsuho monogatari (宇津保物語 Storia di un albero cavo) (fine X secolo)
- Ochikubo Monogatari (落窪物語 Storia di Ochikubo) (fine X secolo)
- Sumiyoshi Monogatari 住吉物語 (intorno al 1000)
- Genji monogatari (源氏物語 Storia di Genji) (1001 ca)
- Izumi Shikibu nikki (dopo il 1004)
- Murasaki Shikibu nikki (1010 ca)
- Makura no sōshi (枕草子 Note del guanciale) (1010 ca)
- Tsutsumi Chūnagon Monogatari (堤中納言物語 Storie del Secondo Consigliere di Tsutsumi) (dopo il 1055)
- Sarashina nikki 更級日記 (1060 ca)
- Eiga Monogatari (栄花物語 Storia di splendori) (fine XI secolo)
- Konjaku monogatarishū (今昔物語集 Raccolta di storie di un tempo che fu) (1120)

## Periodo Kamakura-Muromachi (1185–1603)

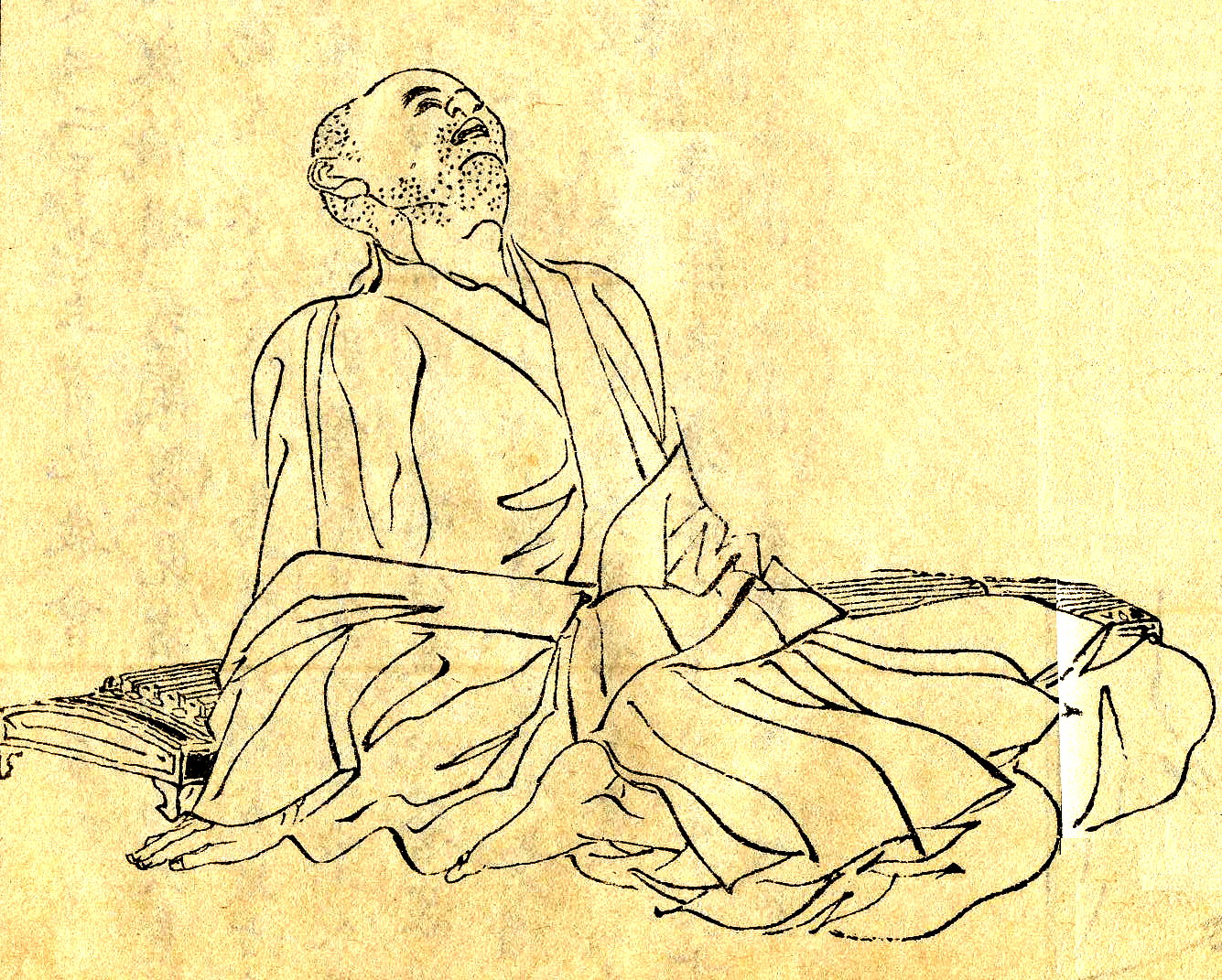
Ritratto raffigurante Kamo no Chōmei, autore dello Hōjōki.

Sul finire del periodo Heian l'influenza della potente casata Fujiwara all'interno della Corte declinò, e vide l'ascesa della classe guerriera. Ebbe inizio un periodo di sanguinose ribellioni che culminarono nella Guerra Genpei, dove si contrapposero i clan Taira (Heike) e Minamoto (Genji). Alla fine del conflitto, nel 1185, ad avere la meglio furono i Minamoto, che instaurarono un governo militare, detto bakufu, nella città di Kamakura. A raccontare gli eventi del conflitto è lo Heike Monogatari (1371), l'epopea della famiglia Taira di cui illustra l'ascesa e la caduta. È considerato un gunki monogatari, un racconto di guerra, e di notevole importanza sono soprattutto i suoi passaggi poetici, recitati da monaci ciechi che si accompagnavano suonando il biwa, i biwa hōshi  (琵琶法師?). Allo stesso genere appartiene anche lo Hōgen monogatari (1320), che racconta invece i fatti accaduti durante la Ribellione Hōgen.
Fra gli altri testi più rilevanti del periodo sono inclusi Hōjōki (1212) di Kamo no Chōmei e lo Tsurezuregusa (1331) di Yoshida Kenkō.
In un clima di rinnovata vitalità per la poesia e nostalgia del periodo Heian, continuarono a venir compilate antologie imperiali, come il Senzai Wakashū (千載和歌集?) nel 1187 e lo Shin Kokin Wakashū (新古今和歌集?) nel 1205: a curare la prefazione di quest'ultimo fu il poeta Fujiwara no Teika. E la vita presso la Corte, ormai in declino, venne descritta nelle pagine del diario Towazugatari (とはずがたり? , lett. Una storia non richiesta, 1306), da Nijō (二条?), una delle concubine dell'Imperatore Go-Fukakusa (1243-1304).
Una delle principali caratteristiche della letteratura Muromachi (1333 - 1603) fu il suo diffondersi a tutti i livelli della società, compresi quelli fino a quel momento esclusi dall'attività letteraria. Si affacciarono nuovi generi come la poesia renga, la prosa breve degli otogizōshi e il teatro Nō. La costruzione di strade, insieme al crescente interesse del volgo per i viaggi e i pellegrinaggi, portò ad una grande popolarità della letteratura di viaggio dai primi anni del XIII sec. fino al XIV sec. Gli esempi più eclatanti di diari di viaggio sono il Fuji kikō (1432) e Tsukushi michi no ki (1480).

### Autori
- Nijō
- Kamo no Chōmei (鴨長明)
- Kenkō Yoshida (吉田兼好)

#### Opere
- Heike monogatari (平家物語 Storia degli Heike)
- Hōjōki (方丈記 Ricordi di un eremo)
- Uji shūi monogatari (宇治拾遺物語 storie di Uji)

## Periodo Muromachi (o Ashikaga) (1333 - 1568)
- Periodo Nanbokuchō (delle corti del Sud e del Nord) (1336 - 1392)
- Periodo Sengoku (1467 - 1568)

### Autori
- Zeami Motokiyo

## Periodo Tokugawa (o Edo) (1603-1868)
La stabilizzazione del governo centralizzato a Edo (l'odierna Tōkyō) e la riunificazione politica seguita alla battaglia di Sekigahara (21 ottobre 1600) da parte di Tokugawa Ieyasu portarono a uno sviluppo generale della società; nei centri urbani fiorì il nucleo centrale della nuova cultura chōnin. Il seguente progresso economico e il miglioramento del livello di vita furono accompagnati dall'allargamento dell'istruzione e dalla crescita del tasso di alfabetizzazione, favorendo la diffusione della pratica letteraria e di opere destinate ad un pubblico sempre più ampio.
Introdotta dalla Cina, dove veniva usata fin dai tempi della Dinastia Tang (618-907), la stampa tramite tavole di legno in Giappone venne inizialmente utilizzata solo per i testi in cinese, specialmente quelli di carattere buddhista. Con l'arrivo del gesuita Alessandro Valignano, nel 1590 furono introdotti anche i caratteri mobili in legno, utilizzati per la pubblicazione privata di opere religiose e opere classiche della letteratura giapponese scritte in caratteri kana. In seguito alle persecuzioni dei cristiani avviate sotto lo shogunato Tokugawa, i testi in lingua cinese vennero riprodotti utilizzando la stampa a caratteri mobili metallici proveniente dalla Corea.
Con lo sviluppo mercantile e la diffusione dell'alfabetizzazione, alle pubblicazioni private in cinese si aggiunsero le pubblicazioni commerciali in lingua volgare di testi classici, cinesi e contemporanei. Partendo da Kyōtō e poi estendendosi alle altre principali città mercantili (Edo e Ōsaka), i commercianti avviarono attività di stampa, vendita e prestito di libri, pubblicazioni di cataloghi delle opere, e si riunirono in corporazioni, dando vita alle prime case editrici. A queste corporazioni lo Stato garantiva il monopolio sui diritti di pubblicazione, richiedendo in cambio l'attività di censura dei contenuti delle opere non graditi, e il controllo del commercio librario. Accanto all'attività delle case editrici, ebbe rilevanza anche quella delle biblioteche ambulanti (kashihonya), che fornivano un servizio di scambio di libri usati con libri nuovi. Il profitto ricavato dalla vendita delle opere da parte degli autori, promosse la nascita della figura dello scrittore professionista.
In contrasto all'attività dei sinologi (kangakusha), quella degli studiosi di questioni e opere nazionali (kokugakusha) favorì il distacco dalla concezione sinocentrica della cultura giapponese, favorendo la rivalutazione della tradizione e dei valori autoctoni.

### Haikai
La forma poetica dello haikai, abbreviazione di haikai no renga risalente al periodo Heian, indicava un gruppo di waka dal tono ironico, trattante argomenti solitamente non tradizionali. La trasformazione dell'haikai in genere indipendente avviene solo nel tardo periodo medievale in contrapposizione alla pratica del renga, ma è solo nel periodo Edo, grazie a Matsunaga Teitoku, fondatore della scuola Teimon, che diventa il genere più rappresentativo delle nuove classi sociali. La scuola Teimon di Kyōto, legata alla tradizione classica, si connota come uno dei modelli più conservatori di haikai, mentre la scuola Danrin di Ōsaka, fondata da Nishiyama Sōin, diventa sinonimo di innovazione.
È tuttavia Matsuo Bashō, allievo di entrambe le scuole, ad essere considerato il più grande esponente del genere. A lui si dà il merito di aver saputo fondere gli aspetti della tradizione poetica classica del waka con il nuovo genere popolare degli haikai, innalzandolo a nuova forma letteraria degna di interesse, fissandone i principi metrico-retorici e delineando una propria poetica. Tra i numerosi poeti succeduti a Bashō, spiccano in particolare Yosa Buson e Kobayashi Issa.

### Kanazōshi e Ukiyozōshi
Caratterizzato dalla prevalenza dei segni sillabici kana rispetto ai kanji, il genere narrativo dei kanazōshi si sviluppa tra il 1600 e il 1682, ossia tra gli otogizōshi e il primo ukiyozōshi. Questo genere comprende una larga varietà di testi, spesso dal carattere disomogeo: testi di ispirazione buddhista o confuciana, guide di viaggio, parodie di testi conosciuti, guide di posti popolari, traduzioni o adattamenti di testi stranieri e riprese dei modelli del setsuwa e del monogatari. Al suo interno, i testi si possono suddividere in categorie a seconda della loro finalità: pratica, educativa o ludica.
Con la pubblicazione del kanazōshi di Asai Ryōi Ukiyo monogatari (Racconto del mondo fluttuante, 1661), il termine ukiyo, precedentemente legato all'idea di impermanenza nel buddhismo, assume il significato di "mondo fluttuante". La produzione letteraria successiva viene quindi denominata ukiyozōshi: opere scritte con tratti umoristici e incentrate sui quartieri di piacere o sulla cultura chōnin. Massimo esponente è Ihara Saikaku, che diede inizio al genere nel 1682 con Kōshoku ichidai otoko (Vita di un libertino).

### Gesaku
Letteralmente "opere scritte per divertimento", il termine gesaku indica un numero di testi scritti dagli intellettuali bunjin (uomini di lettere) in lingua giapponese, dai toni ironici/satirici e rivolti al divertimento del pubblico dei chōnin. Con i gesakusha (autori di gesaku) e la diffusione dell'editoria vengono a formarsi le figure di scrittori e tecnici professionisti. I testi ricoprono diversi generi, contenuti e vesti grafiche e possono essere divisi in: dangibon, sharebon, ninjōbon, kusazōshi e kokkeibon.
I dangibon (sermoni satirici) si rifanno allo stile dei sermoni buddhisti, ma con satira e comicità forniscono una critica alla società del tempo. Uno dei maggiori esponenti è Hiraga Gennai, autore di Nenashigusa (Erba senza radici, 1763-1769).
Gli sharebon (libro alla moda) sono ambientati nei quartieri di piacere, presentano delle tipologie fisse di personaggi, e creano nuovi concetti estetici. Satirici e irriverenti, questi testi vennero censurati dallo stato, portando l'autore Santō Kyōden a dare il via a storie di stampo più romantico con l'opera Seirō hiru no sekai nishiki no ura (Il mondo di giorno nei quartieri di piacere: il rovescio del broccato, 1791). Il filone degli sharebon venne così sorpassato in popolarità dalle vicende d'amore dei ninjōbon (libri dei sentimenti). Questi, ambientati sia nei quartieri di piacere che in altre zone cittadine, mettevano in primo piano i sentimenti amorosi, ed erano rivolti ad un pubblico principalmente femminile. L'autore più celebre è Tamenaga Shunsui, con il suo Shunshoku umegoyomi (Scenari di primavera: l'almanacco dei susini, 1832-1833).
Con kusazōshi si intende una vasta produzione di opere, collocate fra la fine del XVII secolo e la fine del XIX secolo, inizialmente nate come libri per i bambini e in seguito rivolte ad un pubblico adulto. Pur presentando vari contenuti, hanno in comune la presenza di frequenti giochi di parole, la comicità, le immagini e i rimandi alle mode del tempo. Le numerose sottocategorie sono distinte dal colore della copertina: akahon (rosso), kurohon (nero), aohon (verde), kibyōshi (giallo-marrone) e gōkan, volumi più lunghi creati dalla combinazione di più fascicoletti. Uno degli scrittori più importanti è Santō Kyōden, autore del kibyōshi Edo umare uwaki no kanbayaki (Rubacuori ben grigliato come gli spiedini d'anguilla di Edo, 1785).
I kokkeibon, basati su una comicità spicciola, sono ambientati in città e incentrati sul mondo chōnin, e si rivolgono quindi ad un vasto pubblico. Fanno uso delle diverse inflessioni dialettali, delle volgarità, dell'ignoranza dei personaggi e della farsa. Alcune delle opere più importanti sono Ukiyoburo (Il mondo al bagno, 1808-1813) e Ukiyodoko (Il mondo dal barbiere, 1813-1814) di Shikitei Sanba.

### Yomihon
A seguito del grande successo degli ukiyozōshi, gli scrittori reagiscono con una ricerca di nuovi temi, producendo testi colti ispirati all'epoca classica scritti per diletto, chiamati yomihon. Il termine "libri da leggere" (yomihon) nasce in contrapposizione agli ehon, libri illustrati popolari in epoca Edo, volendo sottolineare la superiorità degli elementi narrativi su quelli figurativi. Il rivolgere lo sguardo al mondo classico era inoltre conseguenza dell'influenza del kokugaku (studi nazionali) fra gli intellettuali, concentrati sulla lingua e lo studio filologico come tramite per un passato idealizzato come fonte d'ispirazione del presente.
Gli yomihon possono essere divisi in due periodi: quello iniziale, a partire dal 1750, e il successivo, dal 1790. Del primo periodo sono caratteristiche le storie brevi con elementi sovrannaturali e fantastici, di cui i maggiori rappresentanti sono Tsuga Teishō e Ueda Akinari, autore dell'Ugetsu monogatari (Racconti di pioggia e di luna, 1768). Nel secondo periodo prevalgono i lunghi romanzi storici degli scrittori Santō Kyōden e Takizawa Bakin, autore di Nansō Satomi hakkenden (La leggenda degli otto cani dei Satomi di Nansō, 1814-1842).

### Autori
- Akinari Ueda
- Ihara Saikaku
- Jippensha Ikku
- Kobayashi Issa
- Kyokutei Bakin
- Matsuo Bashō
- Monzaemon Chikamatsu
- Yosa Buson

## Periodo Meiji (1868-1912)

### Verso la modernità
L'epoca Meiji rappresenta il punto di svolta della modernità letteraria giapponese. Attraverso il confronto con l'Occidente si ridefinisce il canone letterario e si riformula una propria identità letteraria, nuova e moderna. Si moltiplicano le scuole letterarie e si focalizza l'interesse sull'individuo con le sue problematiche e le sue passioni. Questa modernizzazione e l'apertura del Giappone verso l'Europa implicano che anche la lingua subisca una riforma. Occorre infatti costruire una lingua nazionale che faciliti la comunicazione ed è così che sorge il movimento per l'unificazione della lingua orale e scritta (genbun'itchi undō). Come lingua nazionale del Giappone moderno è scelto il giapponese della borghesia di Tokyo.

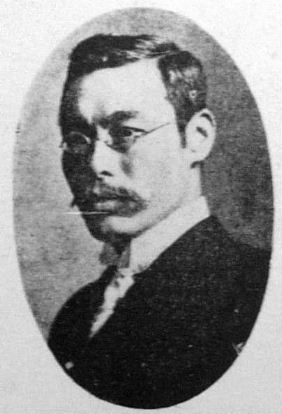
Shimei Futabatei

Il problema della semplificazione della lingua aprì invece un ampio dibattito: da un lato ipotesi estremiste che prevedevano l'abbandono dei caratteri cinesi e l'utilizzo esclusivo dell'alfabeto kana o del rōmaji, dall'altro lato posizioni più moderate che proponevano semplicemente una diminuzione del numero dei caratteri cinesi. In realtà le riforme sulla lingua scritta non furono attuate a causa dell'atmosfera di acceso conservatorismo e nazionalismo precedente la seconda guerra mondiale. Solo nel 1946 fu emanata una lista prescrittiva che prevede l'uso di soli 1859 ideogrammi, molti dei quali semplificati (Luisa Bienati, 2005).

### La nascita del romanzo moderno
La generazione di letterati di fine Ottocento porterà il romanzo a una posizione privilegiata rispetto ad altre forme letterarie, facendolo diventare attività nobile e di grande valore spirituale. Sono questi gli inizi del romanzo moderno che non ha scopo di divertire o informare ma piuttosto fornire un'immagine realistica dell'uomo nel contesto sociale in cui vive.
Sarà Tsubouchi Shouyou (坪内 逍遥, 1895-1935) in Shoosetsu shinzui (L'essenza del romanzo, 1885) a teorizzare questa nuova forma narrativa. Egli legittimò il mestiere di scrittore (battendosi contro la teoria confuciana secondo cui scrivere romanzi era un'attività di basso livello) valorizzando questa nuova forma narrativa, sempre più legata al realismo ma estraneo a qualsiasi finalità estetica. Seguire questa direzione implicava a livello stilistico l'abbandono di alcune convenzioni tipiche della letteratura precedente, soprattutto del gesaku (opere scritte per divertimento). Il primo romanzo moderno si può identificare con Ukigumo (Nuvole alla deriva) scritto nel 1888 da Futabatei Shimei (二葉亭 四迷, 1864-1909), che sancisce il distacco definitivo dalla letteratura del periodo Edo.

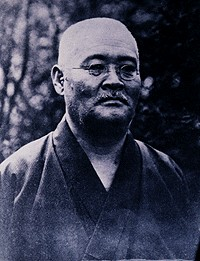
Tayama Katai

### Naturalismo
Il naturalismo si sviluppa nei primi anni del Novecento e rappresenta uno dei più importanti movimenti letterari del Giappone, sia nell'epoca Meiji che in quella Taishō. Il primo naturalismo prendeva ispirazione da quello di stampo francese, con grande interesse per le opere di Émile Zola e Maupassant, raccogliendo romanzi incentrati sul realismo e il determinismo storico e rifiutando nettamente la poetica del bello. Si tratta di una letteratura depurata dagli elementi fittizi e fantastici, la forma più autentica e pura di prosa narrativa.
Di questa letteratura il romanzo più conosciuto è Futon (1908) di Tayama Katai (田山花袋, 1871-1930), opera con spunti autobiografici che reinterpreta alcune tecniche tipiche del naturalismo francese pur concentrando l'attenzione sul realismo della storia raccontata.

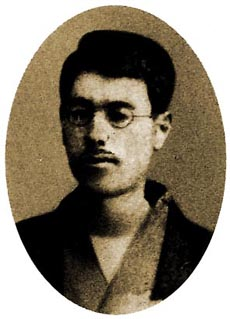
Kitamura Tōkoku

### Romanticismo
Alla fine dell'epoca Meiji nasce il movimento romantico (rōman shugi) grazie all'interesse di alcuni intellettuali per la letteratura che proviene dall'occidente. Si sviluppa in un breve periodo compreso tra il 1889, anno in cui fu pubblicato il primo lavoro di Kitamura Tōkoku (北村透谷, 1868-1894), e il 1904, quando ebbe inizio il conflitto russo-giapponese. Dopo una fase iniziale in cui è sempre forte ed evidente la dipendenza dai modelli occidentali, il romanticismo si sviluppa in modo autonomo dando vita a caratteristiche stilistiche e tematiche legate al contesto socio-culturale giapponese. Attraverso la concezione romantica si enfatizzano i concetti d'individuo e libertà, con riferimento alla dottrina cristiana.
Due sono le tematiche principali: l'amore spirituale, che porta l'individuo a raggiungere una libertà più profonda e vera, e il distacco dalla società, che permette di poter coltivare la propria interiorità. In questo senso il romanticismo di epoca Meiji sembra rifarsi ad una tradizionale concezione di arte vista come strumento di meditazione e autocoscienza (Katō Shūichi, 2002).
Nonostante la sua importanza nella costruzione di una letteratura moderna il romanticismo avrà vita breve. Il maggior rappresentante di questo movimento letterario fu Kitamura Tōkoku (北村透谷), considerato il primo scrittore della modernità capace di esplorare in profondità la vita interiore dell'uomo.

### Letteratura popolare
Intorno alla fine dell'era Meiji appaiono dei generi letterari che sembrano anticipare la nascita di quella letteratura popolare che viene dal gesaku e che avrà enorme successo in seguito. Si tratta di storie narrate oralmente che dal 1894 vengono stenografate su carta. Questo tipo di narrativa trova largo consenso da parte del pubblico, tanto da arrivare alla creazione di raccolte in collane, alcune delle quali dedicate alle gesta degli eroi storici.
In questo ambito s'inserisce la nascita della letteratura per bambini, conseguenza della formazione dello stato-nazione e grazie soprattutto a una maggiore attenzione per l'insegnamento in epoca Meiji. Nel 1894 si sancisce il termine otogibanashi per indicare tutta la produzione dedicata specificatamente all'infanzia, fatta di rielaborazioni di leggende, traduzioni e racconti originali. Si evidenzia in essa un esplicito intento didattico che sembra provenire dalla letteratura popolare delle epoche precedenti. Il primo racconto per l'infanzia è Koganemaru di Iwaya Sazanami (巌谷小波, 1870-1933) pubblicato nel 1891 e facente parte di una più ampia collana di letteratura specificatamente dedicata a bambini e adolescenti.

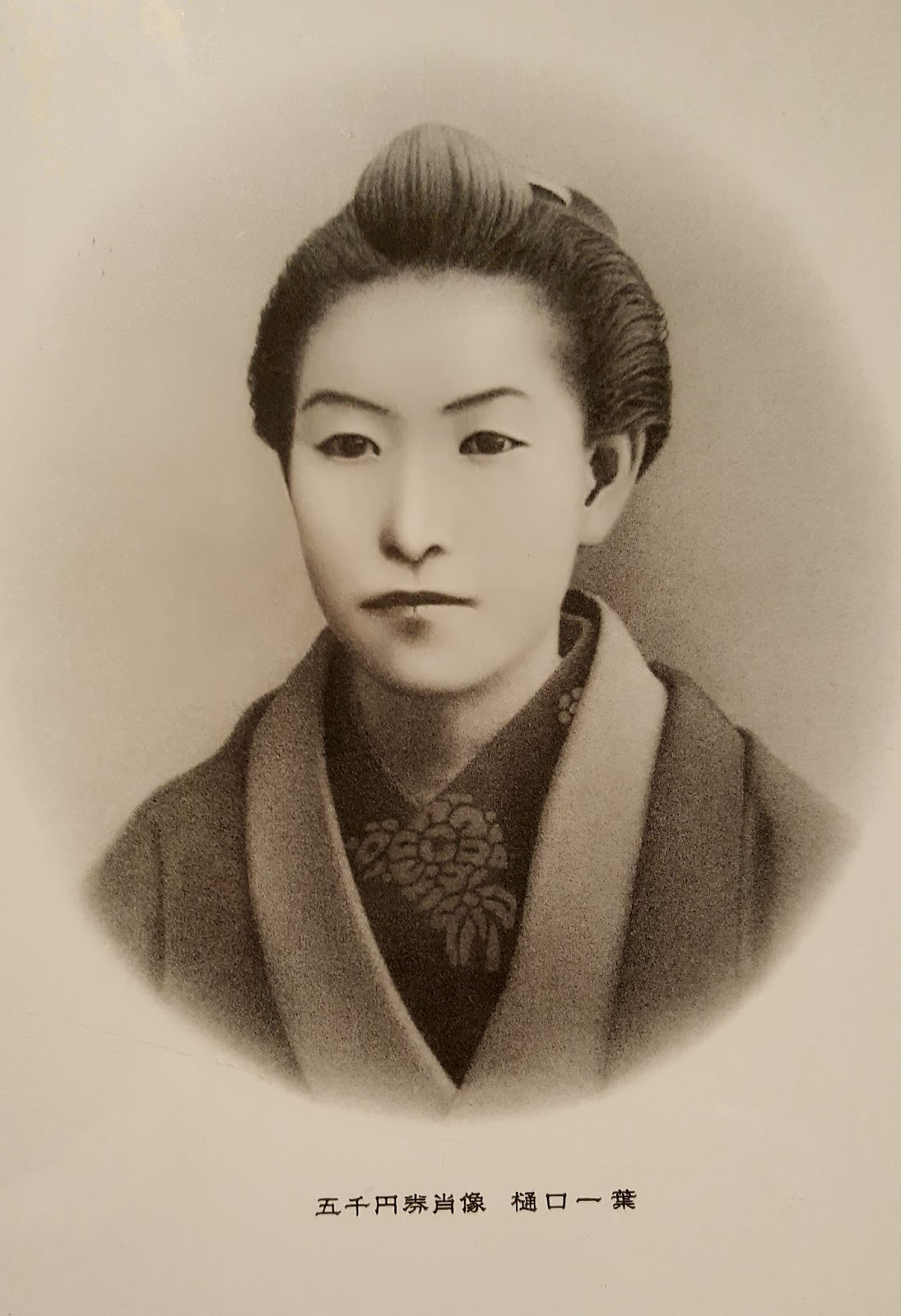
Ichiyō Higuchi

### Le donne e la scrittura
La politica sociale inaugurata dal governo di epoca Meiji aveva determinato un innalzamento del livello d'istruzione che perdurerà fino ai primi anni del Novecento. Grazie a questa spinta sorgono numerose riviste femminili: alcune conservatrici e legate alla figura della donna madre e altre più vicine al primo movimento femminista promuovendo riforme sociali e politiche. Le autrici sono in maggioranza donne delle classi più nobili, avvicinate alla scrittura attraverso l'adesione al movimento per i diritti civili. Questa prima fase della letteratura femminile termina nel 1896 con la morte delle tre autrici che ne avevano rappresentato i capisaldi: Wakamatsu Shizuko (若松静子, 1864-1896), Tazawa Inabune (田沢いなぶね, 1874-1896), Ichiyō Higuchi (樋口 一葉, 1872-1896). Successivamente con l'entrata in guerra del Giappone e l'ondata di nazionalismo e conservatorismo le scrittrici perdono quel poco di autonomia ottenuta, ma nel 1911 nasce la rivista Seitō che porterà la questione femminile nuovamente al centro del dibattito sociale dei seguenti decenni.

### La poesia
Nell'epoca Meiji anche la poesia subisce una prima modernizzazione. Si viene a creare una frattura con le forme poetiche precedenti, waka e hakai, e si ha l'allontanamento dal lirismo tradizionale per sfociare nel romanticismo e nel simbolismo. La nuova poesia è il risultato del confronto di fine Ottocento con i modelli occidentali: in questi anni si ebbero le prime traduzioni di poemi europei, soprattutto inglesi e incentrati su temi patriottici o amorosi. Fu recuperata la forma metrica regolare e si sperimentò a livello ritmico e prosodico (differenti rime e musicalità). I poeti abbandonarono i temi naturali dell'epoca periodo Edo per lasciare piuttosto spazio alla passionalità e alla liricità.
Per lo haiku il cambiamento è per merito di Masaoka Shiki (正岡子規, 1867-1902) che, ispirandosi alla pittura en plein air proveniente dall'Europa, propone una poesia descrittiva che si allontana dall'umorismo e dal concatenamento di versi tipico dell'haikai per arrivare a una creazione solitaria e individualista.

### La modernizzazione del teatro tradizionale
In epoca Meiji con la fine della dinastia Tokugawa le due storiche forme di teatro giapponese, il nō e il kyōgen, vengono messe in crisi. Successivamente attraverso il recupero di testi perduti, la sperimentazione di nuovo materiale spesso adattato dai classici d'occidente e il confronto con la tragedia greca, la musica contemporanea e il cinema, esse riacquistano di prestigio.
Il kabuki entra in fase di modernizzazione dopo la caduta della dinastia Tokugawa e, adeguandosi ai valori moderni, cercherà di tornare a essere teatro nazionale. La riforma del kabuki prevede la soppressione dell'accompagnamento musicale, la sostituzione con attrici dell'interprete maschile nei ruoli femminili e la creazione di testi drammatici più logici e razionali.
Allo stesso tempo nasce alla fine dell'Ottocento una nuova forma teatrale, lo shinpa, che si affianca al kabuki con lo scopo di rifiutare il sistema ereditario - dinastico e orientarsi verso il realismo. Il più grande attore di questa forma teatrale fu Kawakami Otojiro (川上 音二郎, 1864-1911), abile nell'assorbire novità dall'occidente.

#### Autori
- Masaoka Shiki
- Sōseki Natsume
- Ryūnosuke Akutagawa
- Kikuchi Kan
- Wakamatsu Shizuko
- Tazawa Inabune
- Ichiyō Higuchi
- Baitei Kinga
- Oten Shimokawa

## Periodo Taishō (1912-1926)

### Il panorama letterario generale
L'epoca Taishō si apre negli anni seguenti alla prima guerra mondiale, caratterizzati dai disordini del riso (kome sōdō) del 1918 e dal grande terremoto del 1923, ma soprattutto dal clima di censura. I letterati s'interessano al marxismo con il desiderio di aprirsi alle influenze provenienti dall'occidente. In questi inizi dell'era Taishō gli scrittori non debbono più confrontarsi soltanto con i classici e le influenze europee, ma devono anche stabilire la loro posizione nei confronti della letteratura recente del loro paese. Gran parte della letteratura Taishō non sarà altro che una risposta nei confronti della corrente naturalista che aveva dominato la fine della precedente epoca. Si assiste così in alcuni scrittori ad un ritorno all'estetismo, ad una scrittura più complessa, mentre altri propongono, secondo una visione più ottimistica, soluzioni felici ai problemi che invece angosciavano i naturalisti.

### La letteratura tra impegno politico e avanguardia
Dopo il terremoto del 1923 e grazie alla diffusione su larga scala tra gli intellettuali delle teorie marxiste si delinea negli anni venti del Novecento una letteratura d'impronta sociale e politica. Il marxismo fornirà la base di una teoria rivoluzionaria e di un sistema di pensiero globale con il quale dare un'interpretazione scientifica della storia e della società. La narrativa che si fece portavoce di questi ideali venne chiamata letteratura proletaria, incentrata sulla descrizione della vita della classe operaia e la denuncia delle condizioni di sfruttamento. L'arte inizia così a veicolare un messaggio politico e si pone in una posizione di rottura con la letteratura precedente. Si ampliano gli argomenti trattati e si portano gli scrittori e gli editori fuori dal ristretto mondo del bundan (circoli letterari), aprendosi a una dimensione critica e storica finora mai conosciuta.
Parallelamente alla letteratura rivoluzionaria, l'espressionismo, il futurismo, il dadaismo o ancora il surrealismo tedesco seducono uno dopo l'altro i giovani artisti giapponesi. Le riviste che rivendicano queste tendenze si moltiplicano, ma esse hanno generalmente un'esistenza breve poiché i loro portavoce finiscono spesso per unirsi alle leghe proletarie. La rivista che guida l'avanguardia è Bungeijidai (文芸時代 L'epoca letteraria), i cui autori sono influenzati dal modernismo con le sue componenti surrealiste e psicoanalitiche.

### Il romanzo dell'Io
Negli anni venti del novecento il romanzo giapponese inizia a indirizzarsi e focalizzarsi sulla sfera privata, raccontando cioè l'esperienza unica e personale dell'artista. Attraverso un dibattito critico intenso prende vita una nuova forma narrativa, autentica e sincera, che abbandona il fantastico e l'inverosimile per diventare espressione dell'individualità dell'autore.
La definizione di romanzo dell'Io (shishosetsu) fu coniata nel 1920 da Uno Kōji (宇野浩二) per indicare opere caratterizzate da numerosi riferimenti autobiografici attraverso cui l'autore può esprimersi con naturalezza e poca invenzione. Questa tendenza alla privatizzazione del romanzo, apparsa già negli anni successivi alla guerra russo-giapponese, si fa intensa dopo che il paese ha raggiunto la sua unità e rafforzato la struttura socio-politica.

### Lo sviluppo della letteratura di massa
Il termine taishū, che deriva dalla terminologia buddista e indica un gruppo di monaci, entra in uso negli anni venti del novecento per indicare una letteratura che si contrappone a quella pura dell'epoca Tokugawa. La narrativa popolare possiede caratteristiche tematiche e stilistiche di ampia presa sul pubblico, con lo scopo di intrattenere e divertire. La letteratura popolare si sviluppa intorno al 1924 e si suddivide in tre filoni: jidai shosetsu (romanzo d'epoca), gendai shosetsu (romanzo d'attualità), tantei shosetsu (romanzo d'investigazione). Questa produzione subirà punti di svolta rispettivamente intorno agli anni venti, cinquanta e settanta (Luisa Bienati, 2005).
Del filone popolare il genere che avrà maggiore successo in epoca Taishō è il romanzo storico o d'epoca, che attinge alla storia per narrare le gesta di grandi uomini o di personaggi minori, in entrambi i casi comunque testimoni di svolte epocali e sociali. In questo decennio si sviluppa anche una nuova fase della letteratura per bambini, denominata dōwa e fatta di racconti che rivalutano il mondo dell'infanzia tanto da idealizzarla come simbolo di purezza e innocenza.

### Il gruppo di Shirakaba

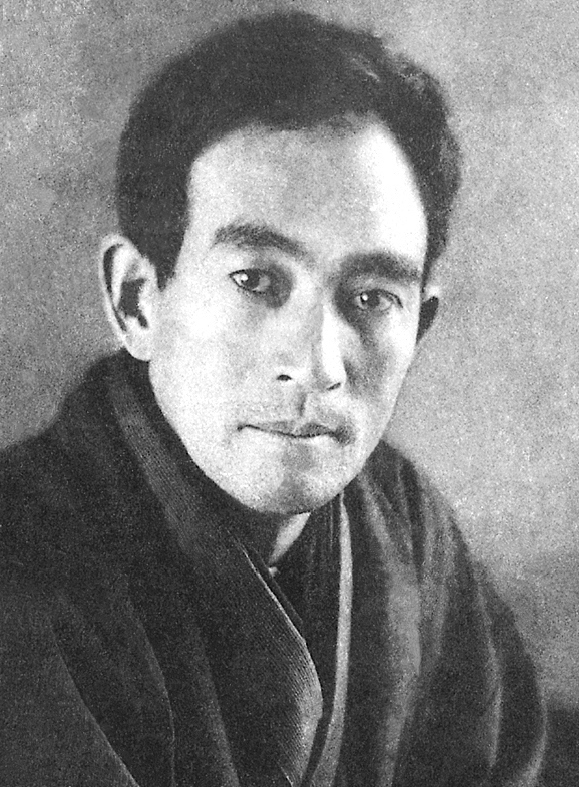
Naoya Shiga

Shirakaba è una rivista del primo periodo dell'epoca Taishō che lanciò una nuova sfida alle correnti dominanti, contribuendo a far conoscere Ibsen, Whitman, Strindberg e i romanzieri russi, così come la nuova pittura europea. Fornendo prova di un considerabile eclettismo non trascurò comunque l'arte estremo orientale, dedicando diversi numeri alla scultura buddhista, ai giardini in pietra e all'architettura tradizionale. Gli intellettuali di Shirakaba vengono dall'aristocrazia, antica o recente, che era riuscita a inserirsi nella burocrazia e nel capitalismo di primo novecento.
Sebbene di tendenza anti-naturalista il gruppo di Shirakaba focalizza il proprio interesse sulla vita dell'individuo, attraverso il riferimento alla filosofia umanista e alla realizzazione personale dell'uomo, arrivando alla creazione di una nuova forma letteraria definita come romanzo dell'Io (shishosetsu). Lo scrittore più importante del gruppo è Naoya Shiga (志賀直哉, 1883-1971), le cui brevi novelle e i racconti concernenti brevi esperienze personali restano dei modelli nel loro genere.

### La poesia e il teatro dopo la modernità: tra innovazione e imitazione
Intorno agli anni venti del novecento i poeti giapponesi si allontanano decisamente dalla lirica naturalista tradizionale per lasciare spazio alla spontaneità delle proprie emozioni e passioni. Anche dal punto di vista tecnico si affronta il cambiamento con il passaggio a forme libere, senza però che i generi classici, resi più moderni dai poeti della fine dell'era Meiji, vengano abbandonati. Haiku e tanka riflettono alcune preoccupazioni dominanti della letteratura moderna del momento, ma i giovani si rivolgono sempre più alle esperienze europee. Il risultato di questa duplice tendenza è una poesia attenta agli stimoli della moderna civiltà urbana e capace di aprirsi a diversi linguaggi.
Dopo l'avvento della modernità nell'epoca Meiji il teatro tende a una fase d'imitazione e stretto legame con i modelli del dramma europeo, soprattutto di stampo ibseniano. Allo stesso modo debuttano in Giappone spettacoli e scuole di opera, balletto, teatro erotico e grottesco, a evidenziare il desiderio di rinnovamento e sperimentazione che sarà centrale nelle epoche successive.

#### Autori
- Arishima Takeo
- Mushanokōji Saneatsu
- Satomi Ton
- Misuzu Kaneko
- Naoya Shiga
- Uno Kōji

## Periodo Shōwa (1926-1989)

### Letteratura di guerra
Dalla metà degli anni trenta il dominio dello spirito nazionalista e militarista diventa irreversibile con l'invasione della Cina (1937) prima e con la guerra nel Pacifico poi (1941). Il mondo letterario si adegua all'inasprirsi del clima politico. I letterati di sinistra devono o aderire al regime o fare silenzio. Aderire significava entrare nel nihon romanha, la cosiddetta scuola romantica giapponese d'impianto tradizionalista e nazionalista. Molti autori rivoluzionari aderiranno al nazionalsocialismo e ciò provocherà la nascita di un nuovo genere, il romanzo tenkō, una variante del racconto autobiografico, che permette agli autori di interrogarsi sulle proprie posizioni. Si tratta di racconti che riflettono il malessere degli intellettuali giapponesi di questo periodo, il loro percorso dalla conversione alla rassegnazione, passando per l'auto-giustificazione o il disprezzo di se stessi.
Per alcuni scrittori fu un percorso lungo e contrastato, intrapreso con dispiacere, verso una letteratura apolitica e disimpegnata; per altri invece si concretizzò in duri attacchi all'ideologia marxista e in una convinta adesione alle tesi nazionalistiche del governo.
Le attività letterarie ripartono rapidamente dopo la guerra e dal 1946 appaiono anche le prime riviste. Fino agli inizi degli anni cinquanta, le esperienze vissute al fronte furono al centro di molti autori. Oltre alle opere basate sulle esperienze della guerra, le più rilevanti di questo periodo sono quelle che trattano i problemi esistenziali che la rottura brutale provocata dalla sconfitta e dall'occupazione mette in primo piano.

### Letteratura della memoria

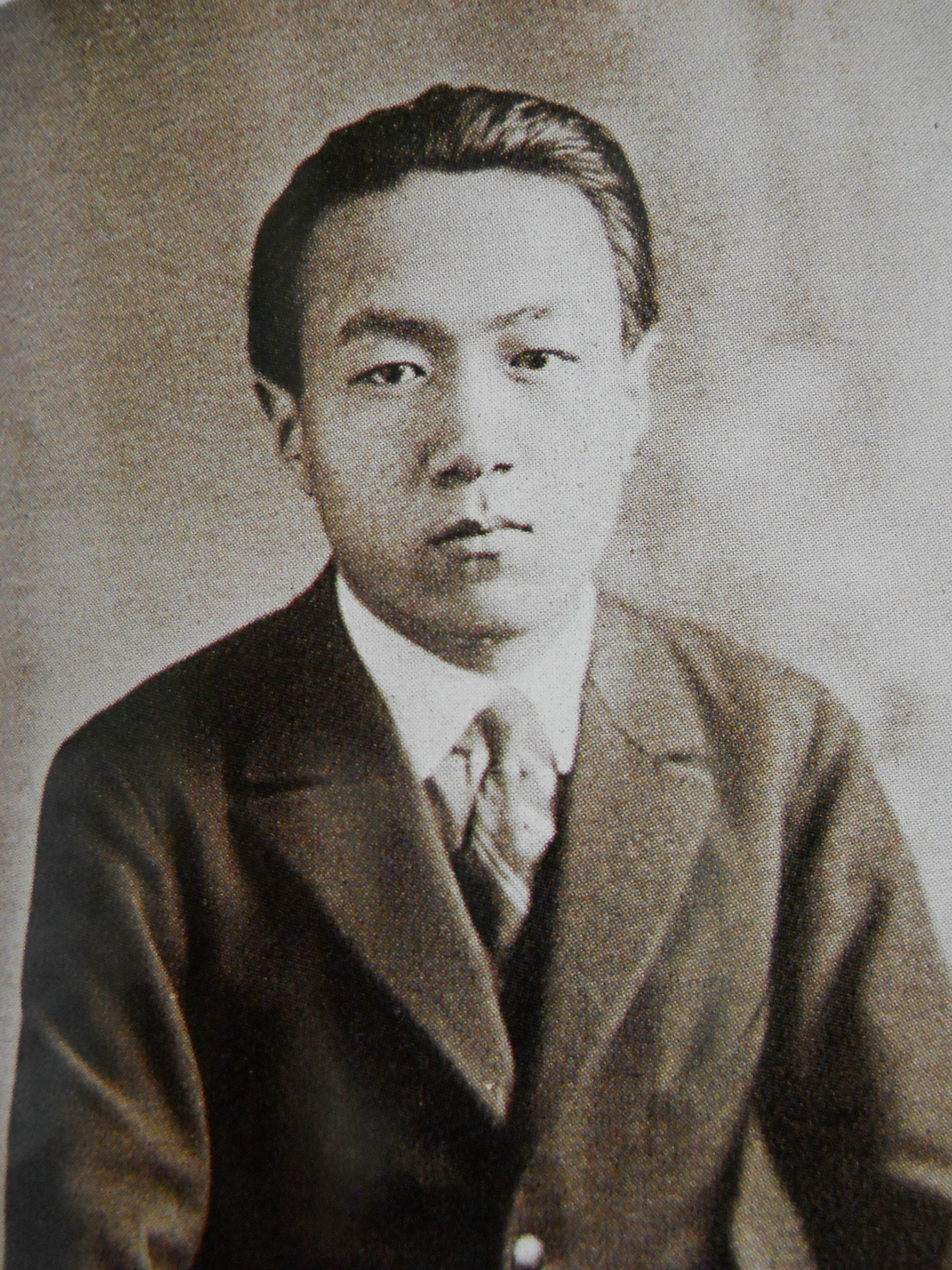
Syouhei Oooka

Nel dopoguerra si esplica in letteratura la reazione alla guerra che aveva cambiato il mondo intero. Nasce in questo ambito la letteratura della memoria, quella degli eroi che hanno scritto per riportare un'esperienza eccezionale, autobiografica e personale. Autori come Shiina Rinzō (恣意な林蔵, 1911-1973), Takeda Taijun (武田 泰淳, 1912-1976), Noma Hiroshi (野間 宏, 1915-1991), Ōoka Shōnei (大岡 昇平, 1909-1988) s'ispirano agli anni della guerra o a quelli immediatamente successivi: descrivono il trauma del conflitto vissuto in prima persona nell'esperienza al fronte e le sue conseguenze morali e psicologiche (Luisa Bienati, 2005). Si distinguono due correnti nella letteratura di guerra (sensō bungaku): quella di una letteratura con valenza sociale (interpretazione personale della guerra ma in una visione sociale e psicologica più ampia) e quella di una letteratura pura nella tradizione dello shishōsetsu (quello della terza generazione che fa uso dell'autobiografia classica con l'aggiunta dell'ironia).
Esiste poi una letteratura della bomba atomica (genbaku bungaku) fatta di opere che descrivono la sofferta esperienza con grande realismo, rimanendo fedeli alla testimonianza riportata ma comunque facendo uso della finzione. L'obiettivo di queste narrazioni, testimonianze dei sopravvissuti colpiti dalle radiazioni, è di descrivere la realtà dei fatti così com'erano avvenuti, nonostante la difficoltà di utilizzare la letteratura come strumento di documentazione storica. Abbiamo così da un lato la scelta di una narrazione memorialistica e dall'altro la ricostruzione fittizia di un evento che risulta quasi indescrivibile. Il primo filone si estende agli anni seguenti la catastrofe di Hiroshima e Nagasaki e raccoglie le testimonianze delle vittime che cercano di descrivere l'evento nel modo più immediato possibile, affinché il ricordo non si cancelli con il passare del tempo. Il secondo filone invece arriva con gli scrittori della seconda e terza generazione che non hanno vissuto in prima persona la terribile esperienza e che si affidano alla rielaborazione artistica per dare vita a una narrativa che resti comunque legata a quella parte di storia ma con più innovazione.

### La scuola decadente del dopoguerra
Una scuola di rilievo del periodo post-bellico è stata la Burai-ha (scuola decadente) formata da giovani aristocratici che hanno cercato conforto per la loro depressione e delusione nelle proibite esperienze della droga e spesso del suicidio. L'esponente più importante è Dazai Osamu (太宰 治, 1909-1948), la cui opera Shayo (Il sole si spegne, 1947) ben descrive quell'aristocrazia tradizionale che stava ormai svanendo nella società del dopoguerra. Alcuni lettori si identificarono totalmente con l'atmosfera e il sentimento dominante del romanzo tanto da identificarsi come “figli del sole al tramonto”.

### Sviluppo della letteratura di massa

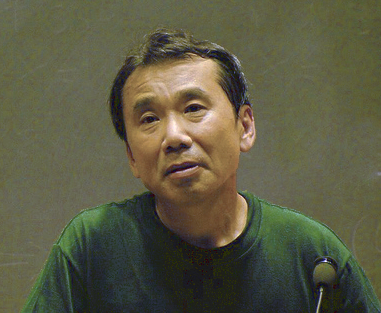
Haruki Murakami

Negli anni cinquanta si afferma il termine chūkan shoosetsu per designare una nuova letteratura né del tutto popolare né del tutto elitaria. Il termine nasce inizialmente in ambito giornalistico per indicare la narrativa di un crescente numero di scrittori che, pur rispettando le convenzioni estetiche, vanno incontro alla domanda del grande pubblico con storie divertenti e di facile lettura. Questa letteratura popolare è espressione delle nuove esigenze del pubblico e della nascita di generi diversi. Grande successo avrà in questo contesto il romanzo dei costumi sociali (fūzoku shoosetsu) ambientato nella nuova realtà degli anni cinquanta e spesso ispirato a fatti di cronaca. Questo genere accoglie i precedenti romanzi rosa e di ambiente domestico, ma si arricchisce con i romanzi a sfondo erotico (sekkusu shoosetsu), di ambientazione aziendale (sararīman shoosetsu) e con opere che si occupano dei problemi sociali dell'epoca. Grazie a questi nuovi contenuti il romanzo diventa simbolo dei cambiamenti socioculturali del dopoguerra come la liberalizzazione dei costumi sessuali e l'impegno civile.
Si ha poi anche la diffusione del romanzo giallo che avrà grande successo negli anni cinquanta grazie soprattutto a un maggiore realismo psicologico e sociale delle storie.
Negli anni settanta si individua un'ulteriore fase di sviluppo della letteratura d'intrattenimento caratterizzata dalla forte dipendenza dai linguaggi e dall'immaginario dei mass media. Vi si trovano aspetti stilistici che rimandano al linguaggio del cinema, ai manga, alla pubblicità, alla musica pop e allo slang con temi e contenuti che si legano allo stile di vita metropolitano giovanile. Il libro diventa a tutti gli effetti un prodotto commerciale, entrando così a far parte dei meccanismi del mercato (nascita dei best seller).
Attraverso la letteratura d'intrattenimento inoltre si ha il coinvolgimento di specifiche fasce di lettori, come quella giovanile e femminile. Nascono così sottofiloni come ichigo bungaku (letteratura per ragazze delle medie) o Shibuya bungaku (storie incentrate sulle sottoculture del centro commerciale Shibuya).
Con il boom economico degli anni settanta e la letteratura di massa inizia una nuova epoca che porta i segni della decadenza poiché prodotto diretto della società consumistica. I più importanti esponenti di questa letteratura e primi million sellers sono: Murakami Ryū (村上龍,1952) con Kagirinaku tōmei ni chikai burū (Blu quasi trasparente, 1976), Murakami Haruki (村上 春樹, 1949) con Noruwei no mori (Norwegian Wood, 1987) e Yoshimoto Banana (吉本ばなな, 1964) con Kitchen (1987).

### Il teatro tra avanguardie e cultura underground
Nell'era Shōwa si afferma una nuova forma di teatro, lo shingeki. L'arte drammatica subisce un notevole sviluppo grazie anche agli influssi della cultura occidentale. Rispetto all'era Tokugawa, che ha visto nascere il vero teatro giapponese, nella Shōwa in realtà non ci sono grandi tracce di originalità ma piuttosto l'adattamento della concezione artistica teatrale che domina in occidente, come il surrealismo, simbolismo e impressionismo ma anche spirito rivoluzionario.
Solo alla fine degli anni sessanta appare una traccia di novità con la nascita degli angura, piccoli teatri underground tipici del periodo rivoluzionario studentesco che si fanno portavoce della mobilità degli spazi scenici, all'aperto, in strada, in teatri tenda. Si tratta di una fase vagamente postmoderna in cui si fa ricorso al pastiche e al collage creando una scrittura drammatica che recupera l'immaginario popolare attraverso la rivisitazione di classici del nō e del kabuki.
La figura più rappresentativa e controversa di questo periodo è lo scrittore e drammaturgo Yukio Mishima (三島由紀夫, 1925-1970): Le sue opere coniugano temi legati all'etica dei samurai con l'omoerotismo, scioccante per il lettore dell'epoca. Mishima si espresse nettamente a favore di una revisione della costituzione, tanto da arrivare a creare una propria milizia composta dagli studenti che aveva conosciuto durante gli esercizi di difesa personale. Mishima si tolse la vita commettendo il seppuku, uno spettacolare suicidio avvenuto il 25 novembre 1970 in diretta televisiva.

### Poesia
L'avvento del modernismo nei primi anni dell'epoca Shōwa porta a significativi cambiamenti tematici e stilistici nella poesia, soprattutto grazie alla spinta innovatrice di movimenti d'avanguardia come dadaismo, surrealismo, imagismo, formalismo e espressionismo.
I poeti di questo periodo sono alla ricerca di un costante equilibrio tra formalismo e sentimentalismo. La poesia si configura come una risposta al vuoto spirituale che consegue alla disastrosa esperienze bellica e diventa portavoce delle istanze dello specifico periodo storico (Donald Keene, 1999).
È questa l'epoca del rinascimento del tanka, che dopo l'occidentalizzazione dell'epoca Meiji va a recuperare il passato perduto attraverso cambiamenti a livello stilistico: reintroduzione della metafora, enjambement, scissione tra poeta e protagonista dei versi, ricorso alla visionarietà e all'elegia.

#### Autori
- Abe Kōbō
- Dazai Osamu
- Eiji Yoshikawa
- Enchi Fumiko
- Ibuse Masuji
- Kawabata Yasunari
- Yokomitsu Riichi
- Mishima Yukio
- Tanizaki Jun'ichirō
- Hiroko Takenishi

## Epoca Heisei (1989-2019)

### Letteratura degli ultimi anni/internazionalizzazione
Il boom economico degli anni settanta sembra segnare la fine della letteratura del dopoguerra e l'inizio di quella che è stata definita la letteratura consumistica e commerciale poiché espressione di valori materiali e non spirituali. Così nei primi anni ottanta la letteratura diviene ancor più un prodotto preconfezionato e massificato di una società dei consumi fatta di codici diversi, dal letterario al filmico e fotografico. Nel 1987 con il successo di Tokyo blues di Haruki Murakami e Kitchen di Banana Yoshimoto giunge a maturazione un processo già iniziato nel decennio precedente e nasce una letteratura di massa facilmente fruibile e legata alle mode giovanili del momento.
Lo scrittore diventa personaggio pubblico e gestisce la propria immagine secondo le strategie di mercato; il pubblico è perlopiù giovanile e appartenente alla cultura metropolitana e underground. È in questa atmosfera di cambiamento e globalizzazione che la letteratura s'intreccia alle altre discipline artistiche (fumetto, cinema, televisione e musica). Banana Yoshimoto riproporrà nei suoi romanzi tematiche e valori tipici dello shōjo manga, mentre quelli di Haruki Murakami contengono un esplicito rimando alla musica jazz e alla cultura americana.

### Letteratura post-femminista
Tra gli anni sessanta e settanta si ebbe un punto di svolta per la letteratura femminile giapponese, grazie a significativi cambiamenti sociali che includono un più ampio accesso delle donne all'educazione superiore. Sogni, follia, fantasie sessuali sono motivi ricorrenti nelle opere femminili di questo periodo, così come la fascinazione per l'oscuro e l'ambiguo. Altro tratto distintivo è il rifiuto delle tradizionali forme di femminilità associate al matrimonio e alla maternità, nel tentativo di porsi contro la cultura patriarcale. La negazione dell'essere donna serve a creare una nuova identità, mettendo in discussione il tradizionale ruolo di madre e il rapporto con il sesso maschile. La letteratura degli anni ottanta sarà il frutto di questo processo e grazie a scrittrici quali Hayashi Mariko (林真理子,1954), Yamada Eimi (山田詠美, 1959) e Yoshimoto Banana (吉本ばなな, 1964) darà vita a una sorta di scrittura post-femminista caratterizzata dal forte legame con anime e manga (Sachiko Schierbeck, 1994). Nella contemporaneità sono sempre più numerose le scrittrici giapponesi vincitrici di premi letterari, a dimostrazione che questo tipo di letteratura si è creato un proprio spazio. Si tratta di opere che hanno spesso protagoniste femminili e che si rivolgono a un pubblico anch'esso femminile, con un'impronta decisamente realistica e finalizzate a tracciare un percorso alla scoperta della propria identità in una società che sembra finalmente offrire alla donna possibilità prima negate.

### Il manga
Il manga è una parte molto importante della cultura giapponese, con un successo tale da rappresentare il 40% del mercato editoriale ed essere inserito all'interno dei programmi scolastici. Nato in epoca Meiji, venne usato il termine per indicare una narrazione illustratagia nel XVIII secolo in alcune pubblicazioni, come il libro d'illustrazioni Shiji no yukikai di Santō Kyōden, e il Manga hyakujo di Aikawa Minwa, entrambi del 1798. A differenza di come si crede, soltanto nel 1895 comparve una variante Occidentale per la prima volta sul New York World del 7 luglio i modelli europei e americani pubblicati sui quotidiani erano ridotti a poche figure con scritte, molto riduttivo rispetto a quello orientale che sarebbe diventato il manga. Diffuso ampiamente nelle successive epoche, il fumetto giapponese o meglio Manga, trova il suo culmine nel dopoguerra grazie ad autori come Tezuka Osamu e Shirato Sanpei che lo sviluppano sul piano formale (integrazione testo e disegni) e su quello narrativo (intrecci più complessi e maggior analisi psicologica). Dopo un'iniziale forte dipendenza dalla letteratura per l'infanzia il manga trova una propria autonomia dagli altri mezzi di comunicazione (cinema e letteratura). Tra gli anni ‘50 e ‘60, un gruppo di autori ai margini dell’industria del fumetto giapponese si ribella alle convenzioni e crea un nuovo modo di raccontare storie. Si trattava dei pionieri del gekiga, una corrente underground del fumetto giapponese che racchiude in sé lavori di generi e stili molto diversi tra loro: dai drammi storici sulle vicende di samurai e ninja del genere jidaigeki, ai lavori di stampo noir, fino a forme di narrazione vicine al neo-realismo. Il termine gekiga 劇画, che significa letteralmente ‘immagini drammatiche’ in opposizione a manga 漫画, che significa invece ‘immagini divertenti’, venne coniato da Yoshihiro Tatsumi nel 1957. La parola racchiude una forte rivendicazione, quasi a voler recuperare al medium del fumetto (che nel dopoguerra viveva, in Giappone come in America, il suo primo vero periodo d’oro) una dignità artistica, una capacità di raccontare storie mature e importanti e non solo di intrattenimento. Oltre al già citato Yoshihiro Tatsumi, tra gli esponenti del gekiga figurano: Yoshiharu Tsuge, Kazuo Umezu, Kazuo Kamimura e Shin'ichi Abe. Negli ultimi anni molti autori hanno perfezionato e sviluppato la tecnica manga, diventando ben presto noti in tutto il mondo, tra i quali Monkey Punch, Eiichirō Oda, Masashi Kishimoto, Fujiko F. Fujio, Leiji Matsumoto, Taiyo Matsumoto, Katsuhiro Ōtomo, Jirō Taniguchi, Akira Toriyama, Gō Nagai. Distinti in tre target parzialmente differenti ("seinen" ovvero manga per un pubblico adulto, "shōnen" manga per un pubblico prevalentemente di ragazzi e "shōjo" manga dedicato alle ragazze), ben presto hanno raggiunto una celebrità internazionale, anche grazie agli anime, i cartoni animati giapponesi. Negli anni 2000 i manga hanno raggiunto vette di notorietà ancora più elevate, imponendosi definitivamente sul mercato mondiale. Spesso, inoltre, alcuni di questi sono fonte d'ispirazione per scrittori di grande fama, come Banana Yoshimoto.

#### Autori
- Banana Yoshimoto
- Hitomi Kanehara
- Matayoshi Eiki
- Murakami Haruki
- Murakami Ryū
- Tezuka Osamu
- Risa Wataya